# Oryctes rhinoceros
Oryctes rhinoceros är en skalbaggsart som beskrevs av Carl von Linné 1758. Oryctes rhinoceros ingår i släktet Oryctes och familjen Dynastidae. Inga underarter finns listade i Catalogue of Life.

## Bildgalleri

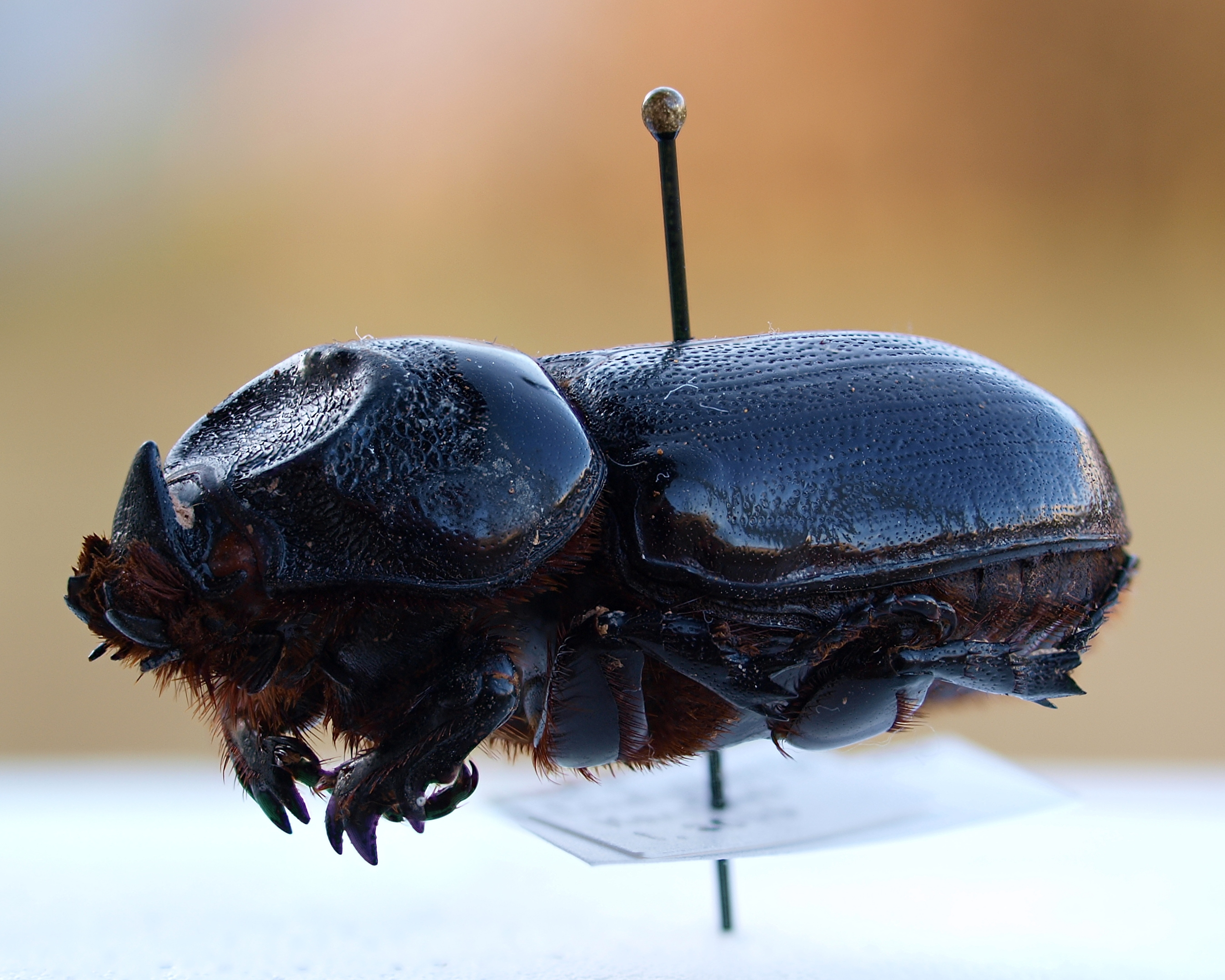
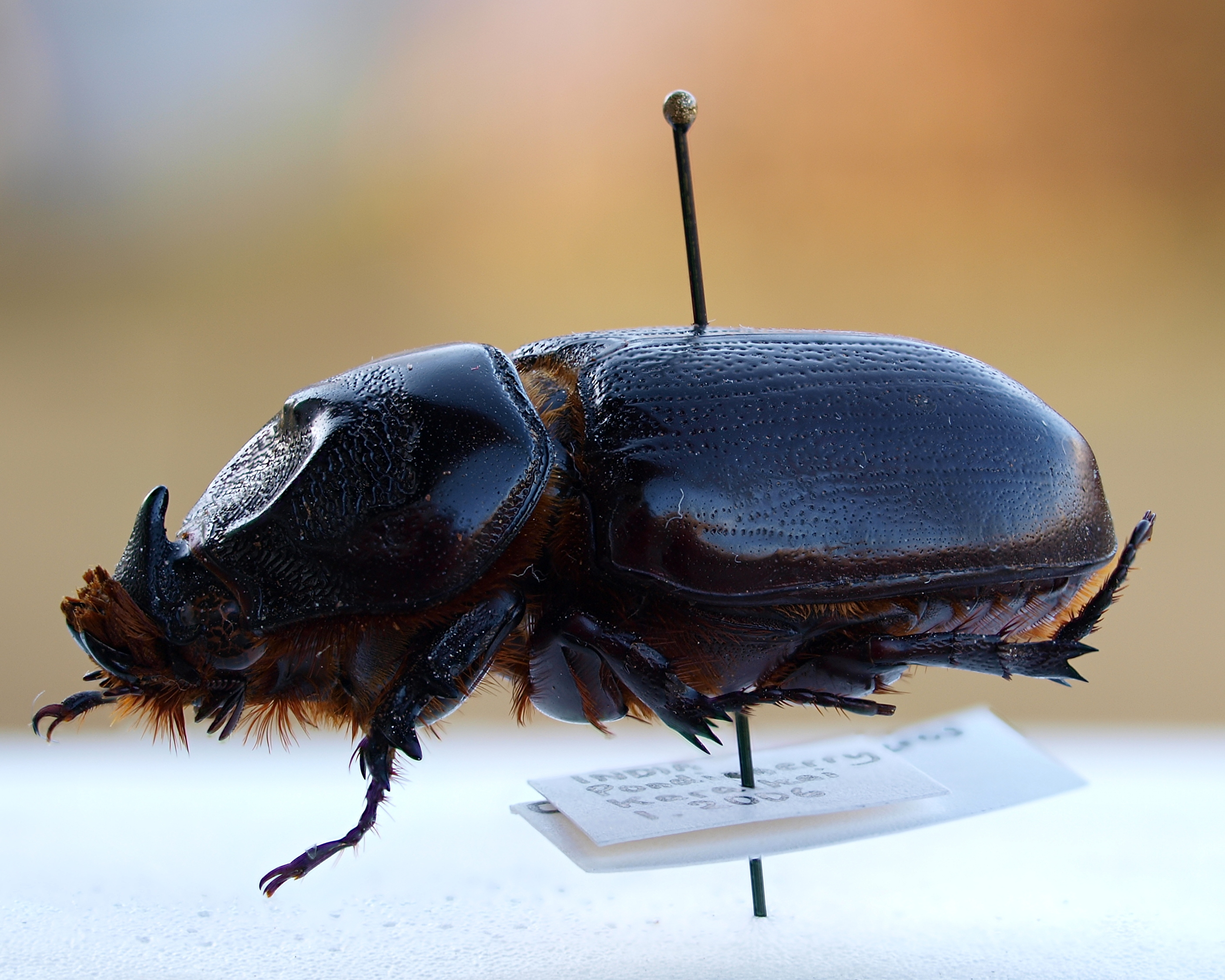
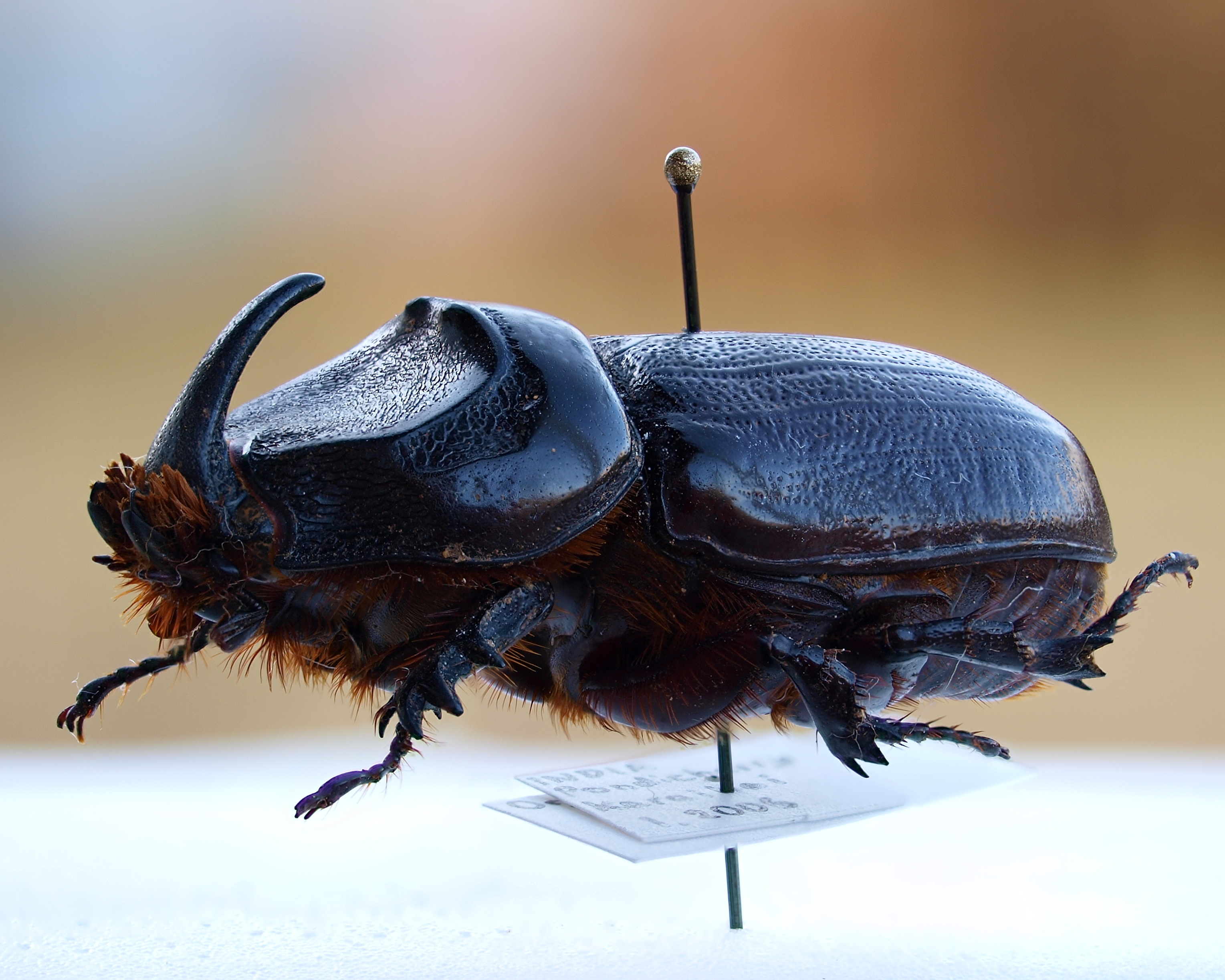